# Lithopedion

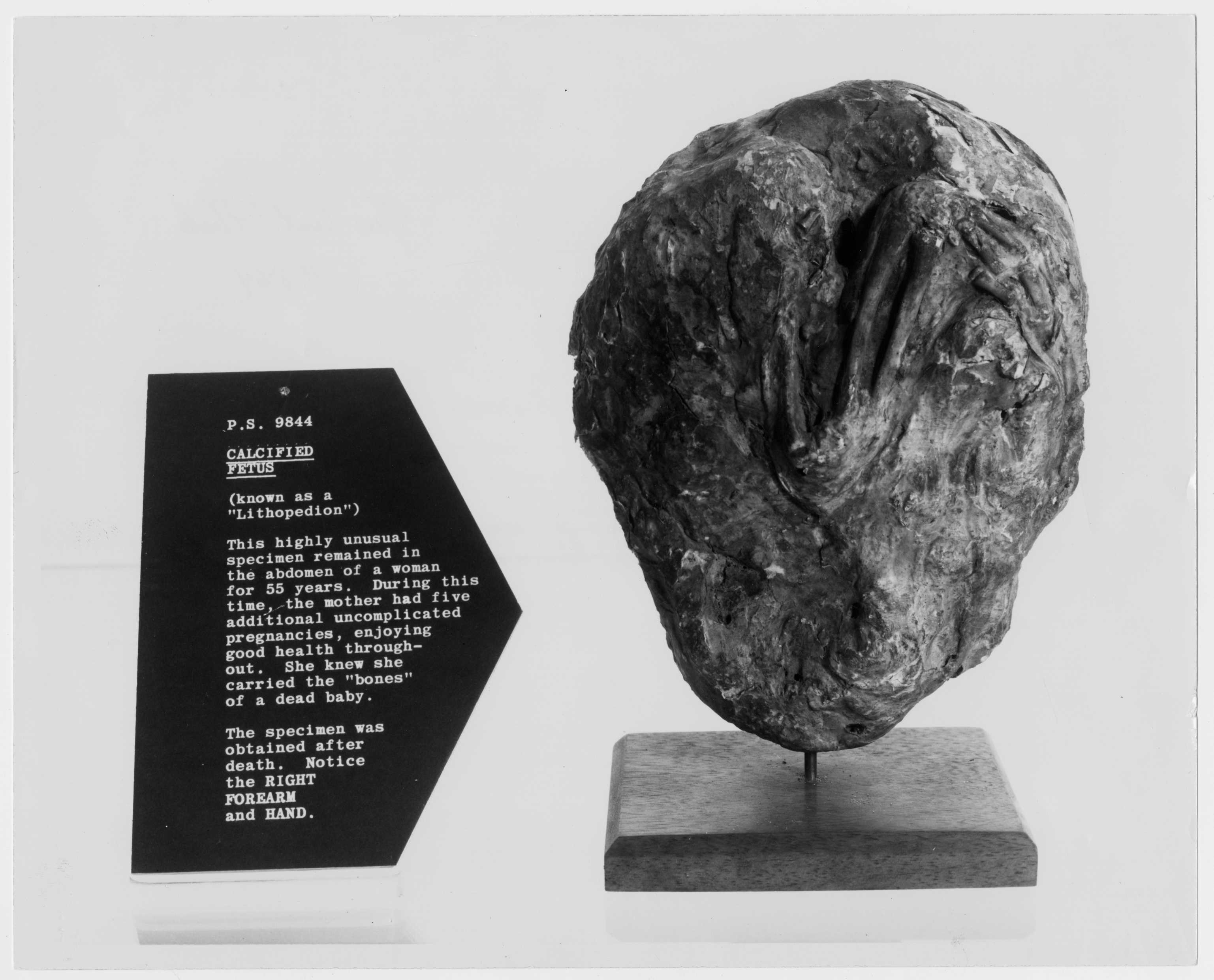

En lithopedion (från grekiskans lithos, sten, och pais, barn, på engelska även kallat stone baby) är ett ytterst ovanligt fenomen som innebär att ett större foster som avlider utanför livmodern , ett så kallat utomkvedshavandeskap, blir kalcifierat för att skydda modern från förruttnelsen. Följden blir ofta att modern bär på det stenhårda, "mumifierade", liket för resten av livet.
Två kända fall är Zahra Aboutalib, som var "gravid" i 46 år, och Haung Yijon, som bar på sitt döda barn i omkring 60 år. I båda fallen opererades de kalcifierade fostren sedan bort. Ett annat fall är från 1100 f.Kr. då fostret hittades inuti skelettet på en kvinna under en arkeologisk undersökning.
Lithopedion-graviditeter är väldigt ovanliga, och endast cirka 290 fall av lithopedioner har rapporterats i medicinsk litteratur. Det sker endast i 2 % av alla utomkvedshavandeskap, och det sker bara i ca 1 av 11 000 graviditeter.